# Emma Dean (krater marsjański)
Emma Dean – niewielki marsjański krater uderzeniowy położony na równinie Meridiani Planum odwiedzony przez lądownik Opportunity, jeden z dwóch siostrzanych łazików misji Mars Exploration Rover. Leży ok. 100 metrów na zachód od krateru Victoria. Emma Dean leży dokładnie na szczycie warstwy pyłu wyrzuconego z Victorii, odsłaniając materiał pochodzący z głębi krateru. Nazwa pochodzi od jednej z łodzi uczestniczących w ekspedycji Johna Wesleya Powella do Wielkiego Kanionu.
Nazwa krateru jest nazwą nieoficjalną.

## Inne kratery odwiedzone przezOpportunity
- Eagle
- Fram
- Endurance
- Argo
- Vostok
- Erebus
- Beagle
- Victoria